# Дмитриев-Моро, Сергей Иванович
Серге́й Ива́нович Дми́триев-Мо́ро (по другим данным Дми́триев, 1895, Москва, Российская империя — 1938, Москва, СССР) — русский и советский футболист.

## Биография
Родился и жил в Москве. Выступал за команды ОЛЛС, «Моссовет» и «Динамо» (Москва).

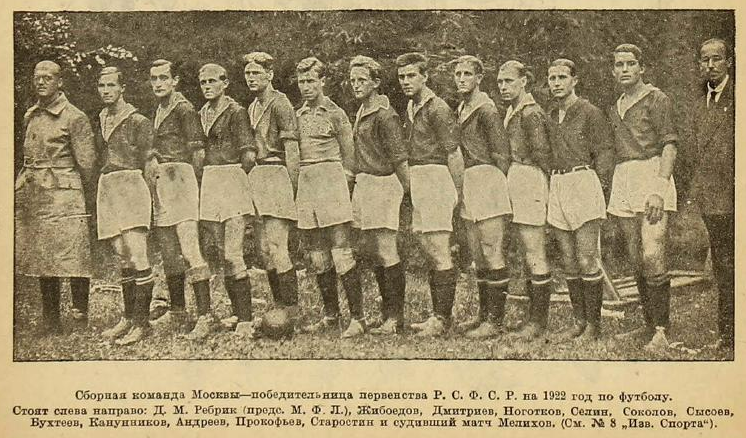
Дмитриев (третий слева)

В составе сборной Москвы выиграл первый чемпионат РСФСР 1920 года.
В 1922 году помог клубу ОЛЛС выиграть первый клубный трофей — Кубок КФС — «Коломяги». Считался лучшим полузащитником команды до 1936 года.
В межсезонье 1924/1925 гг. играл в «бенди» за московское «Динамо».
Сезон 1925 года провёл за «Моссовет».
В межсезонье 1925/1926 гг. опять играл в хоккей с мячом за «Динамо» и завершил со спортом.

## Достижения
Футбол

Чемпионат РСФСР по футболу
- Чемпион (2): 1920, 1922

Московская футбольная лига
- Чемпион: 1922 (в)
- Вице-чемпион (2): 1921 (о), 1922 (о)
- Бронзовый призёр: 1920 (о)

Кубок КФС-Коломяги (Кубок абсолютного первенства Москвы)
- Обладатель: 1922

Первенство «Динамо»
- Победитель (2): 1923, 1924

Список 33 лучших футболистов сезона в СССР
- Правый хав[1]: 1922 (№ 2)[b]

Хоккей с мячом

Чемпионат Москвы. Вторая группа
- Победитель: 1925